# The Kinks Are the Village Green Preservation Society
The Kinks Are the Village Green Preservation Society ist das sechste Studioalbum der britischen Rockgruppe The Kinks. Es wurde am 22. November 1968 veröffentlicht. Alle darauf enthaltenen Kompositionen stammen von Ray Davies. Die Aufnahme für die Rückseite des Albumcovers entstand in Hampstead Heath, einem Park im Norden von London.

## Entstehung
Die Aufnahmen für die LP zogen sich zwei Jahre hin (das Lied Village Green beispielsweise entstand schon im November 1966, das Thema des geplanten Albums wird darin vorweggenommen: “I miss the village green and all the simple people…”), zwischenzeitlich wurde 1967 Something Else by The Kinks veröffentlicht. Das ursprünglich von Ray Davies als Doppel-LP geplante Village Green Preservation Society erschien nach Differenzen mit der Plattenfirma als einfaches Album, etliche Songs, darunter das am 28. Juni 1968 als Single veröffentlichte Days, wurden kurzfristig von der Titelliste gestrichen. Zu diesem Zeitpunkt (Ende September 1968) war die LP jedoch bereits in einer Version mit 12 Titeln in Frankreich, Italien, Skandinavien und Neuseeland ausgeliefert worden: Mit Mr. Songbird und Days, aber ohne Last of the Steam-Powered Trains, Big Sky, Sitting by the Riverside, Animal Farm und All of My Friends Will Be There. Diese Pressung ist heute unter Sammlern heiß begehrt, Ray Davies aber war mit der Zusammenstellung der Lieder nicht zufrieden und stoppte die Produktion. Viele der Songs, die damals für die Doppel-LP vorgesehen waren und den Kürzungen zum Opfer fielen, wurden erst 1973 von Pye Records auf dem Great Lost Kinks Album veröffentlicht, das ebenfalls nicht berücksichtigte Berkeley Mews fand 1970 Verwendung als B-Seite von Lola.

## Bedeutung
Im Jahr seiner Veröffentlichung wurde dieses Konzeptalbum, eine nostalgische Hommage an das beschauliche englische Landleben, das ein fiktives britisches Vorstadtidyll und spießiges Kleinbürgertum beschreibt – Ray Davies ließ sich von seinem Londoner Stadtteil Muswell Hill sowie von dem walisischen Dichter Dylan Thomas inspirieren –, fast nicht beachtet und endete als katastrophaler Flop.
Ray Davies selbst bezeichnete das Album einmal als „most successful flop of all time“. Zu einer Zeit, in der die Rolling Stones um „Sympathy for the Devil“ baten und sogar die Beatles von der Revolution sangen, trafen die unspektakulären und nachdenklichen Songs über sich gegenseitig fotografierende Menschen (People Take Pictures of Each Other), Freunde, über deren Verbleib man sich Gedanken macht (Walter), und selbstzufriedene Kater (Phenomenal Cat) nicht den Geschmack des durchschnittlichen Musikfans.
Mittlerweile gilt dieses Album als großer Wurf, erscheint aus heutiger Sicht auf liebenswerte Weise sowohl eigentümlich altmodisch als auch aktuell und modern zugleich und wurde 2004 als 3-CD-Luxusedition neu aufgelegt, die auch alle 1968 nicht veröffentlichten Lieder enthält. Das amerikanische Rolling Stone Magazin führt das Album auf Platz 258 seiner Liste der 500 besten Alben aller Zeiten.
2018 wurde das Album in einer 50th Anniversary Edition mit verschiedenem Bonusmaterial wiederveröffentlicht und schaffte in einigen Ländern, darunter Großbritannien und Deutschland, erstmals den Charteinstieg.

## Titelliste
| Offizielle Titelliste Seite 1 1. The Village Green Preservation Society – 2:45 2. Do You Remember Walter? – 2:23 3. Picture Book – 2:34 4. Johnny Thunder – 2:28 5. Last of the Steam-powered Trains – 4:03 6. Big Sky – 2:49 7. Sitting by the Riverside – 2:21 Seite 2 1. Animal Farm – 2:57 2. Village Green – 2:08 3. Starstruck – 2:18 4. Phenomenal Cat (auf der LP-Hülle falsch als Phenominal geschrieben) – 2:34 5. All of My Friends Were There – 2:23 6. Wicked Annabella – 2:40 7. Monica – 2:13 8. People Take Pictures of Each Other – 2:10 | Titelliste der mit 12 Songs veröffentlichten LP Seite 1 1. The Village Green Preservation Society 2. Do You Remember Walter? 3. Picture Book 4. Johnny Thunder 5. Phenomenal Cat 6. Days Seite 2 1. Village Green 2. Mr. Songbird 3. Wicked Annabella 4. Starstruck 5. Monica 6. People Take Pictures of Each Other Albumlänge: 30 m 30s |